# Isogona tenuis
Isogona tenuis är en fjärilsart som beskrevs av Augustus Radcliffe Grote 1872. Isogona tenuis ingår i släktet Isogona och familjen nattflyn. Inga underarter finns listade i Catalogue of Life.

## Bildgalleri

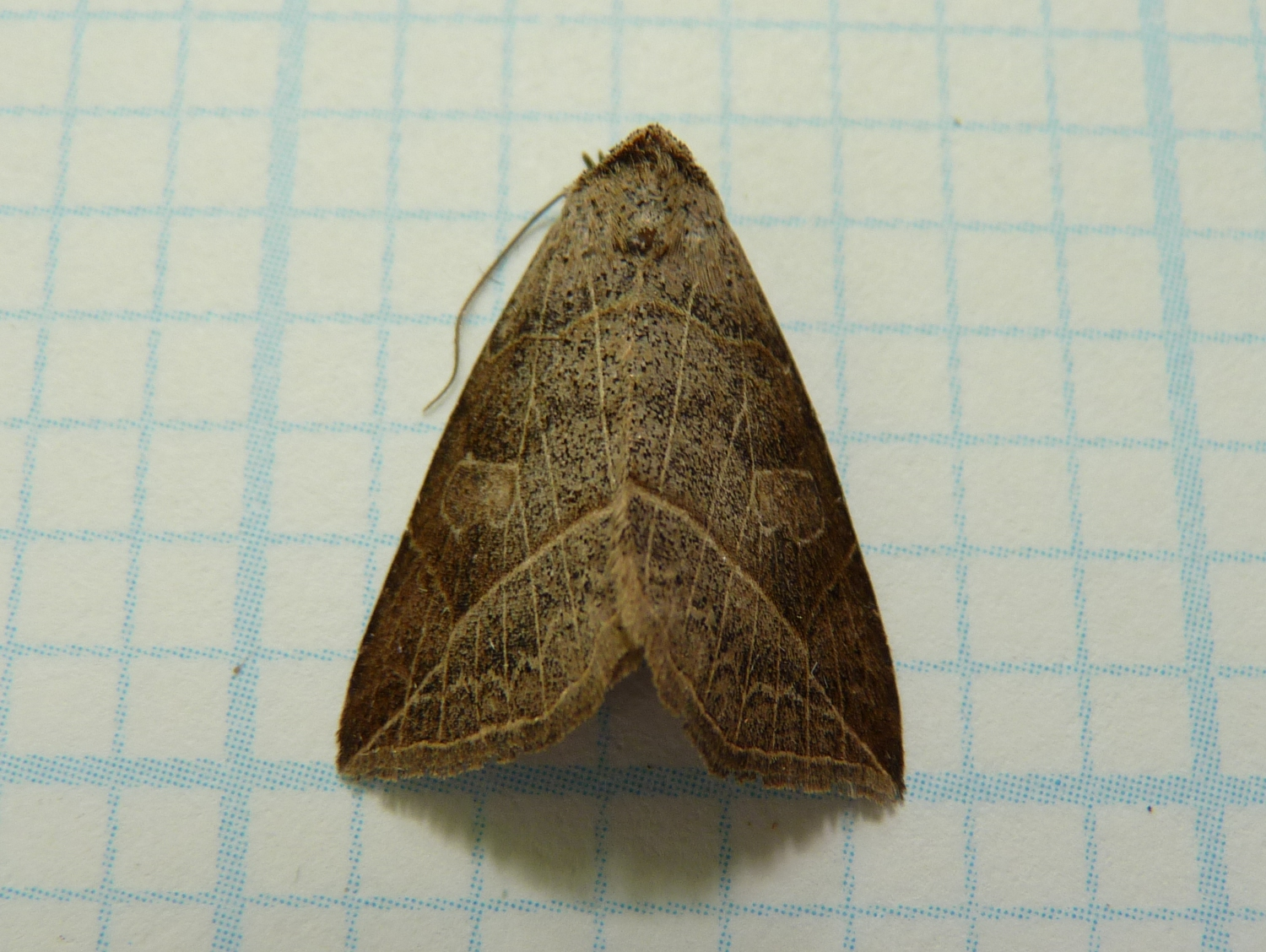